# Wolfenstein: The New Order - Original Game Soundtrack
Pour un article plus général, voir Wolfenstein (série).
Wolfenstein: The New Order - Original Game Soundtrack est la bande originale du jeu vidéo Wolfenstein: The New Order. La bande sonore a été mise en vente le 19 mai 2014, consistant en une partition originale en vedette dans le jeu. Le compositeur Mick Gordon s'est inspiré de plusieurs sources tout en produisant la bande sonore, créant ainsi plus de six heures de musique.

## Musiques
Toutes les chansons sont écrites et composées par Mick Gordon.
| 1.    | Deathshead                          | 1:40 |
| 2.    | Adrift                              | 1:46 |
| 3.    | The New Order                       | 3:43 |
| 4.    | 14 Years                            | 1:21 |
| 5.    | Frau Engel                          | 2:26 |
| 6.    | Papers, Please                      | 2:10 |
| 7.    | Kill Everyone                       | 2:18 |
| 8.    | Concrete for Miles                  | 1:51 |
| 9.    | Zellenblock B-2                     | 2:09 |
| 10.   | The Kreisau Circle                  | 1:23 |
| 11.   | London Nautica                      | 2:49 |
| 12.   | Konzentrationslager                 | 3:07 |
| 13.   | Herr Faust (par Fredrik Thordendal) | 2:55 |
| 14.   | Der Mond                            | 5:03 |
| 15.   | Kybernetik (par Richard Devine)     | 2:06 |
| 16.   | Ransacked                           | 5:04 |
| 17.   | Prototype                           | 3:44 |
| 18.   | Ende                                | 6:10 |
| 51:45 |                                     |      |

## Autres chansons
Les chansons de la liste ci-dessous sont des pistes pouvant être collectées sous la forme de disques vinyles lors du jeu. Elles sont composées par "Neumond Records", une société d'enregistrement fictive dans la version alternative des années 1960 où les nazis domineront le monde.
Les pistes publiés sont pour la plupart des parodies et des hommages à de véritables chansons pop de la période «modifié» en fonction du thème et doctrines nazies.
| No  | Titre | Durée |
| --- | --- | ----- |
| 1.  | Boom Boom - Ralph Becker (parodie de Boom Boom de John Lee Hooker)                                             | 2:23  |
| 2.  | Weltraum Surfen - Comet Tails (parodie de ... de The Beach Boys)                                               | 2:21  |
| 3.  | Nowhere To Run - Die Partei Damen (parodie de Nowhere to Run de Martha and the Vandellas)                      | 3:29  |
| 4.  | Mein Kleiner VW - Hans (parodie de Summertime Blues de Eddie Cochran)                                          | 2:19  |
| 5.  | Tapfrer Kleiner Liebling - Karl & Karla (parodie de Hey Paula de Paul & Paula)                                 | 2:11  |
| 6.  | Toe the line - The Bunkers                                                                                     | 2:53  |
| 7.  | Berlin Boys & Stuttgart Girls - Viktor & Volkalisten                                                           | 2:14  |
| 8.  | Haus in Neu Berlin - Wilbert Eckart & Volksmusik Stars (parodie de The House of the Rising Sun de The Animals) | 2:46  |
| 9.  | Mond, Mond, Ja, Ja - Die Käfer (parodie de She Loves You des Beatles)                                          | 2:17  |
| 10. | Zug Nach Hamburg - Die Shäferhunde (parodie de Last Train to Clarksville de The Monkees)                       | 2:19  |
| 11. | Ich Bin Überall - Schwarz-Rote Welle                                                                           | 4:49  |